# Рейсс, Фёдор Фёдорович
Фёдор Фёдорович (Фердинанд-Фридрих) Рейсс (нем. Ferdinand Friedrich von Reuss; 1778—1852) — заслуженный профессор химии в московском университете, доктор медицины и хирургии. Член-корреспондент Петербургской Академии наук (с 1805), академик медико-хирургической академии (с 1828).

## Биография
Его отец был профессором медицинского факультета Тюбингенского университета. В 1800 году Ф. Ф. Рейсс, окончив университетский курс в Тюбингене, получил степень лиценциата медицины и отправился в Гёттинген, где проживал его дядя — профессор и заведующий библиотекой Геттингенского университета. Там в 1801 году Рейсс получил степень доктора медицины и хирургии и, звание приват-доцента всеобщей медицинской химии.
В 1803 году он был приглашён в Московский университет на должность экстраординарного профессора по кафедре химии физико-математического факультета, где оставался до 1832 года. В 1804 году был утверждён в звании экстраординарного профессора, в 1808 году — в звании ординарного профессора, а в 1830 — заслуженного профессора Московского университета. При его участии была создана первая химическая лаборатория для физико-математического факультета университета. Одновременно, являлся профессором кафедры химии и рецептуры (1817—1839) в московском отделении медико-хирургической академии и там же возглавлял кафедру истории, методологии и энциклопедии медицины. Был избран академиком (1828), получил звание почётного члена (1839) Медико-хирургической академии. Рейсс читал свои лекции на латинском языке, которым прекрасно владел. Публичные лекции он читал на французском языке.
В 1805 году он был выбран в члены-корреспонденты Петербургской Академии наук.
Состоя с 1822 по 1832 год библиотекарем университетской библиотеки, он привел её в порядок и составил каталоги: «Ordo bibliothecae Univers. Caes. Mosq.» (M., 1826) и «Каталог книг библиотеки Императорского московского университета» (М., 1831—1836). Разработанная им схема классификации фонда и система книжных карточных каталогов, технология тиражирования отпечатанных каталожных карточек в дальнейшем получила распространение в русской библиотечной практике.
Будучи членом и, с 1822 года, председателем физико-медицинского общества Рейсс поместил в его «Актах» («Commentationes») целый ряд статей и исследований; из них наиболее крупные: в I томе:«Описание химических действий гальванического электричества», «Theoremata de miasmatum contagiosorum origine, natura, proprietatibus et agendi modo»; во II томе: «Опыты, относящиеся к фармации», «Наблюдения над различными лекарствами», «Физико-химические опыты над животным магнетизмом», «О водогонной силе гальванического электричества, открытой Рейссом и об участии её в различных явлениях природы», «Анатомо-физиологическое исследование сил, движущих кровь, которыми доказывается, что главная из них есть водогонная сила электричества», «О действии различных средств, особенно растения Scutellaria laterifolia против водобоязни». В издаваемых тем же обществом «Bulletin de la Société Physico-Médical» (1830) были помещены следующие статьи Рейсса: «Замечания относительно того, что врачам следовало бы к своим метеорологическим наблюдениям присоединять и геологические», «Наблюдения над средством Cadet de Vaux против ломоты и ревматизма», «Замечания об изумительном действии сернокислой меди в крупе» и «Замечания о болезни: asthma acutum periodicum Millari». Отдельно были изданы: «Nouvelle analyse du principe febrifuge du quinquina» (M., 1810; перепечатано в «Записках Физико-Медицинского Общества» во II томе), «Наставление как употреблять средство, предохраняющее от моровой язвы и других заразительных болезней» (1807; «De incendiis spontaneis eorumque legibus et causis oratio» (1808), «De stadiorum Academicorum rectius instituendorum, prosperius celebrandorum et felicius absolvendorum ratione» (1809), «Memoria coronationis et sacrae unctionis Imperatoris ac domini nostri Nicolai primi» (1827) и «Об употреблении хлора для предохранения от холеры» (1830).
Ф. Ф. Рейсс обладал многосторонней учёностью. В 1809 году, в Записках «Московского общества испытателей природы» («Memoires de la Societe Imperiale des Naturalistes de Moscou», Москва, 1809, т. II, стр. 327—337.) была опубликована работа Рейсса «О новом действии гальванического электричества», в которой он подробно описал опыты, приведшие его к открытию нового, до того времени не известного явления, впоследствии получившего название электроосмоса. Действию, открытой им «водогонной силы» он приписывал появление различных ключей, движение соков в растениях и даже крови в человеке и животных. Он же открыл и явление, которое потом получило название катафореза.
Почти через сто лет известный русский электротехник В. А. Тюрин в журнале «Электричество» писал о практической ценности открытия Рейсса: 

Рейс открыл в 1807 г. в Москве так называемый „электрический эндосмос“… и так как очень возможно — на это есть несомненные указания, — что „электрический эндосмос“… получит применение в технике…

Рейсс исследовал также химический состав естественных минеральных вод Кавказа, Тверской и Московской губерний; в 1823 году он завёл искусственные минеральные воды в Нескучном саду в Москве (близ Калужской заставы).
Оставив службу в московском университете, Рейсс уехал на родину в Штутгарт в 1839 году.